# Parłowice
Parłowice – przysiółek w Polsce, położony w województwie wielkopolskim, w powiecie rawickim, w gminie Bojanowo.
W latach 1975–1998 przysiółek administracyjnie należał do województwa leszczyńskiego.